# Platysphinx dorsti
Platysphinx dorsti is een vlinder uit de familie van de pijlstaarten (Sphingidae). De wetenschappelijke naam van de soort werd in 1977 gepubliceerd door Pierre Claude Rougeot.